# ۵۰۲۹ جزیره ایرلند
سیارک ۵۰۲۹ (به انگلیسی: 5029 Ireland، نامگذاری:1988BL2) پنج هزار و بیست و نهمین سیارک کشف شده‌است که در ۲۴ ژانویه ۱۹۸۸ کشف شد.
قدر مطلق سیارک برابر ۱۱٫۸۰ است.